# Netřebice
Netřebice (deutsch Netrobitz, auch Netrowitz) ist eine Gemeinde in Tschechien. Sie liegt sieben Kilometer nordwestlich von Kaplice und gehört zum Okres Český Krumlov.

## Geographie

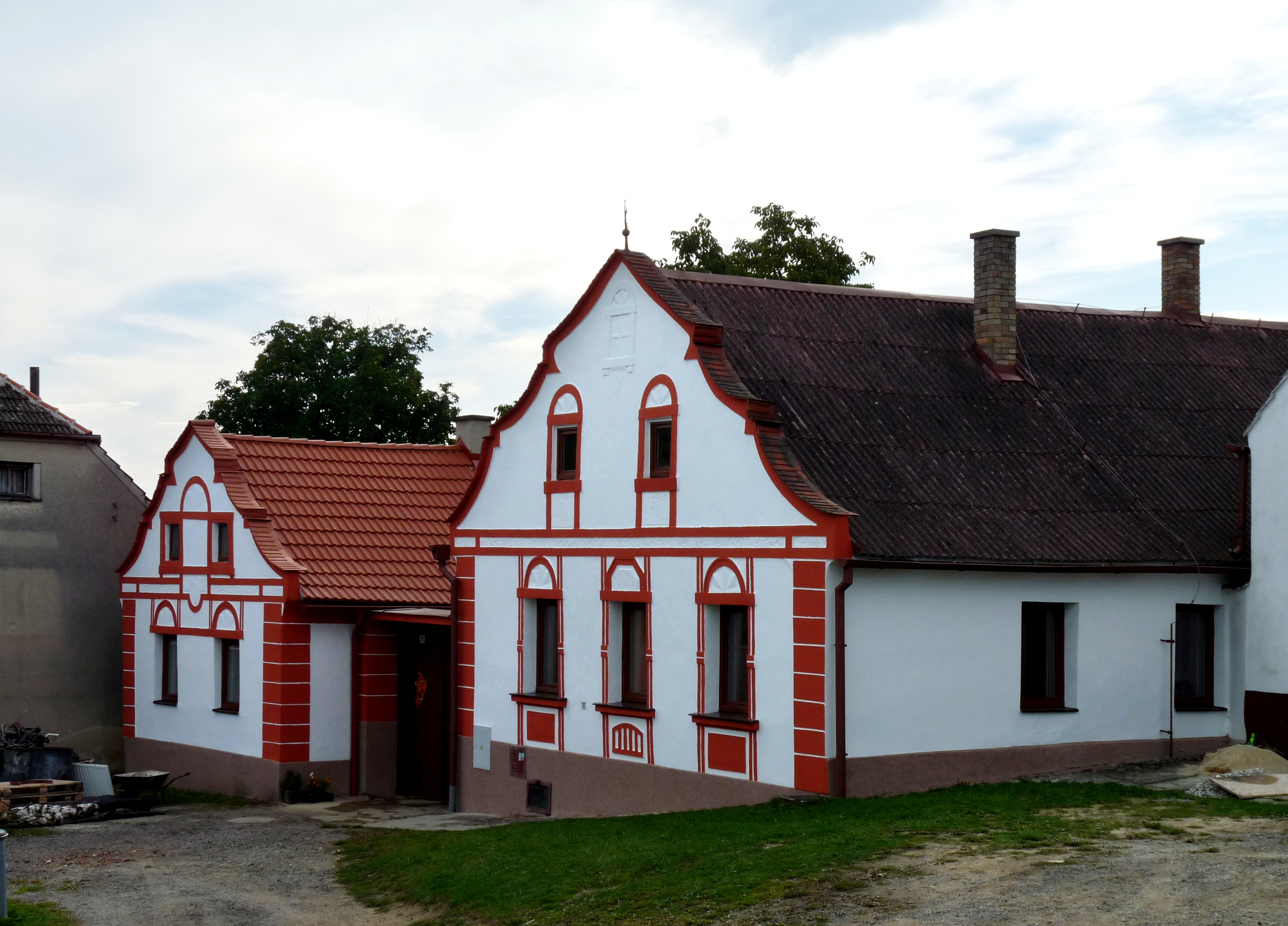
Häuser in Netřebice

Der Ort befindet sich in 635 m ü. M. linksseitig oberhalb des Maltschtales im Nordosten der Poluška-Berge. Durch Netřebice führt die Europastraße 55 / Staatsstraße 3 zwischen Velešín und Kaplice. Im Norden und Osten umfährt die Summerauerbahn den Ort, der im Ortsteil Výheň einen Haltepunkt besitzt.
Nachbarorte sind Zvíkov und Korbel im Norden, Hřeben im Nordosten, Výheň im Osten, Vavřín und Rozpoutí im Südosten, Kaplice-nádraží, Osovský und Rejty im Süden, Střítež und Dolní Pláně im Südwesten, V Háji und Zubčice im Westen sowie Zubčická Lhotka im Nordwesten.

### Gemeindegliederung
Die Gemeinde Netřebice besteht aus den Ortsteilen Dlouhá (Dluhe), Netřebice und Výheň (Wihen) sowie den Einschichten Hřeben und Vavřín.
Das Gemeindegebiet gliedert sich in die Katastralbezirke Dlouhá und Netřebice.

### Nachbargemeinden
| Zubčice        | Zvíkov                                      |                     |
|                | Kompassrose, die auf Nachbargemeinden zeigt | Svatý Jan nad Malší |
| Věžovatá Pláně | Střítež u Kaplice                           | Kaplice             |

## Geschichte
Im Jahre 1358 wurde das Dorf Netrziebiczie villa erstmals urkundlich erwähnt.
Im Juli 1825 fand in Netřebice der Spatenstich für die Pferdeeisenbahn Budweis–Linz–Gmunden statt.

## Sehenswürdigkeiten
- Kapelle an der Schule
- offener Glockenturm am Dorfplatz
- historischer Bremsstein nördlich des Dorfes links der Europastraße 55[5]
- Gedenkstein für 44 unbekannte Opfer des KZ-Transportes von Auschwitz nach Mauthausen vom Januar 1945, südlich des Dorfes Richtung Kaplice-nádraží links der Europastraße 55 am Fahrweg nach Vavřín